# Ганс Еґеде
Ганс Еґеде (норв. Hans Egede, 31 січня 1686 — 5 листопада 1758) — норвезький священник, місіонер і дослідник Ґренландії. Вирушивши 1721 року на пошуки норвезьких колоністів у Ґренландію, Еґеде з родиною надовго оселився там, де зараз розташоване місто Нуук, і залишив багатий писемний матеріал про географію та культуру острова.

## Юність та початок місіонерства
Ганс Еґеде народився в с. Гарстаді на архіпелазі Лофотен біля північного узбережжя Норвегії. Здобувши теологічну освіту в Копенгагені, він повернувся додому і став лютеранським священником. Згодом Еґеде зацікавився історією норвезьких колоністів, які заселяли південно-західну частину острова Ґренландії з Х століття і зв'язок яких із норвезькою владою урвався десь наприкінці XV століття. Еґеде вірив, що на острові досі існують норвезькі хутори, мешканці яких ще зберігають усну традицію християнства, але не мають духовного пастиря, який би наставив їх на шлях спасіння. Тому він вирішив податися в місіонери і в 1721 р. звернувся до данського короля Фредеріка IV по фінансову підтримку. З огляду на можливий потенціал Ґренландії як торговельного партнера, король вирішив надати Еґеде необхідне для експедиції спорядження. Мандрівники відпливли з міста Бергена, 3 травня 1721 р., а висадились на західному узбережжі Ґренландії 3 липня.

## Щоденники
У записах, зроблених до подорожі, Еґеде цитує мандрівників, які красномовно описували Ґренландію як землю багатої природи та достатку:
«Тут є пишні сади, що живляться [нагрітою вулканом] гарячою водою, і в них буяють різні види квіток і достигають плоди. Вода, щедро окропивши сади, стікає в затоку, яка завдяки цьому ніколи не замерзає; у цій затоці в достатку риби та птаства для харчування місцевого населення.»
Можливо, щоб переконати короля допомогти місії, Еґеде пише, що за належного господарювання гренландська земля може бути невичерпним джерелом багатств:
«Ми знаємо з давніх джерел, що норвезькі колоністи в Ґренландії розводили чимало худоби, яка постачала молоко, масло та сир у такій кількості, що значну частину їх надсилали до Норвегії, і через особливо високу якість вони призначалися для королівського столу […] У деяких місцевостях вирощували найдобірнішу пшеницю, а в долинах на дубах росли жолуді, завбільшки як яблука і дуже добрі на смак. У лісах було повно оленів, зайців та іншої дичини для мисливських вправ. Річки, затоки та моря постачали величезну кількість риби, тюленів, моржів та китів, які були предметом бурхливої торгівлі. Звичайно, зараз ця країна не може похвалитись таким достатком, оскільки колоністи покинули узбережжя і земля лежить необроблена. Проте я не сумніваюся, що колишні поселення віднайдуть колишню родючість, якщо знову стануть домом для людей та господарства.»
Проте подальші сторінки щоденника Еґеде парадоксально подають образ негостинної землі, несхожої на звичні для людського ока країни:
«Жахлива крига вкриває не тільки всю поверхню цієї землі, а й майже все море. Тут є широкі пласкі льодові поля, або льодові затоки, як вони їх називають, а також разючо великі, гідні подиву гори криги, дивовижні за розміром, верх яких у повітрі настільки ж великий, як і низ, прихований під водою.»
Заслуговує на увагу також щоденник Гансового сина Поуля, який описує побут європейської сім'ї в арктичних умовах:
«Лід та іній крізь комин сягають щелеп печі, і навіть удень вогонь не може їх розтопити. Над комином утворилась кірка з інею з маленькими отворами, крізь які виходить дим […] Матраци часто примерзають до ліжок. Білизна замерзає в шухлядах. […] Барила з м'ясом треба розколювати на тріски, щоб дістати бодай шматочок.»

## Місіонерська діяльність у Ґренландії

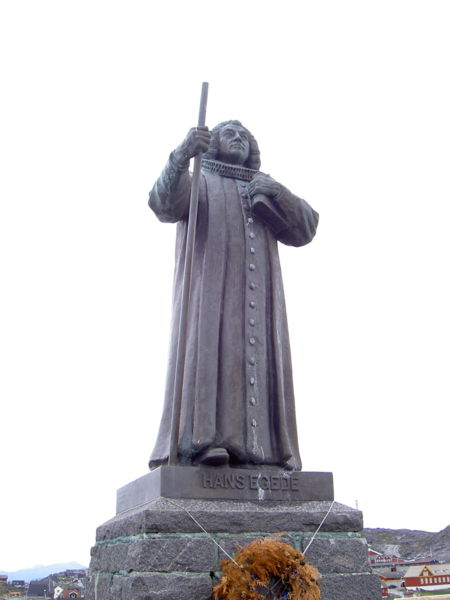
Пам'ятник Гансові Еґеде в м. Нууку

Еґеде познайомився з ескімоським населенням, вивчив місцеву мову і виконав кілька перекладів текстів Святого Письма, щоб навернути ескімосів на християнську віру. Він заснував місто Ґотхоб (сучасна назва — Нуук) і побудував у ньому церкву, де почав виконувати християнські обряди. Він залишив детальні описи своєї подорожі та життя в Ґренландії в книзі «Нова перлюстрація старої Ґренландії» (норв. Det gamle Grønlands nye Perlustration, 1729 рік).
Хоча в 1730 р. король Крістіан VI наказав усім європейцям покинути Ґренландію, Еґеде надалі мешкав там, доки під час епідемії натуральної віспи не померла його дружина Гертруда (1735 р.). Наступного року він переїхав до Копенгагена, де здобув сан єпископа Ґренландського. Син Ганса Поуль залишився на острові та виконував пасторські обов'язки замість батька.

## Ушанування пам'яті
Ганс Еґеде помер 1758 р. у Копенгагені. По смерті його проголошено святим покровителем Ґренландії. Згодом йому було встановлено пам'ятник у місті Нууку та назву міста Еґедесмінде на березі затоки Диско.